# Burkan-2
El Burkan-2H (en árabe H-بركان ٢), o Volcano-2H (también escrito como Borkan H2 y Burqan 2H) es un misil balístico de corto alcance móvil utilizado por los militantes hutíes en Yemen. Hezbolá afirmó haber lanzado uno contra Israel durante la Guerra Israel-Gaza de 2023. El Volcano H-2 se lanzó por primera vez en julio de 2017. Está relacionado con la familia de misiles Scud.